# Cattedrale di Nostra Signora della Presentazione al Tempio
La cattedrale di Nostra Signora della Presentazione al Tempio (in russo: Свято-Введенский собор) è la cattedrale ortodossa di Karaganda, in Kazakistan, e sede della eparchia di Karaganda e Šahtinsk.

## Storia e descrizione
I lavori per la costruzione dell'edificio hanno avuto inizio nel 14 luglio del 1991, con la benedizione delle fondamenta. Due anni dopo le cupole d'oro erano completate. Nel 1995 la prima messa di Pasqua è stata celebrata nell'edificio in costruzione ed il 19 luglio successivo il Patriarca Alessio II, capo della chiesa ortodossa russa, ha visitato il cantiere. La chiesa è stata inaugurata il 2 maggio 1998.
Il 6 ottobre del 2010 la chiesa è stata elevata a cattedrale della nuova eparchia di Karaganda e Šahtinsk.